# NGC 2030
NGC 2030 est une nébuleuse en émission située dans la constellation de la Dorade. Elle a été découverte par l'astronome écossais James Dunlop en 1826.